# Zwölftonspiel
Das Zwölftonspiel ist ein philosophisch-musikalisches Gesamtwerk, das von Josef Matthias Hauer ab den späten 1930er Jahren entwickelt wurde. Die letzte Schaffensperiode im Werk Hauers ist davon gekennzeichnet.

## Definition
Das „Zwölftonspiel“ ist ein spirituelles musikalisches Weltanschauungssystem, in dem sich alle Wissenschaften, Philosophien und Religionen um „die Zwölftonmusik“ schlechthin harmonisch ordnen. Der Begriff „die Zwölftonmusik“ erscheint hier im hohen Maß überhöht und wird gleichermaßen zur Metapher wie zur reinsten Erscheinungsform für kosmische harmonikale Gesetzmäßigkeiten (im Sinne des Pythagoreismus und Neuplatonismus), welche das Gefüge der Welt regeln. Gleichermaßen wird „die Zwölftonmusik“ auch als spirituelle Praxis des Menschen begriffen, die eigene innere Harmonie mit dem geordneten Weltengefüge wiederherzustellen. In diesem Sinne kann man das „Zwölftonspiel“ als eine moderne Form des boethianischen Modells einer Musica Mundana – Musica Humana – Musica Instrumentalis bezeichnen.
Zwölftonmusik ist die größte Kunst, Musik höchste Wissenschaft, Mathematik.
Zwölftonmusik ist die ewige, unveränderliche Schrift und Sprache des Universums.
Zwölftonmusik ist die Offenbarung der Weltordnung, der Harmonie der Sphären
Zwölftonmusik ist Wahrheit, Wirklichkeit, Vollendung.
Als real erklingendes Abbild dieser philosophischen Anschauung von absoluter Musik erscheint das ebenfalls Zwölftonspiel genannte zwölftönige Musikstück, dessen strenge Konstruktionsregeln künstlerischen Gestaltungsideen keinen Raum geben, sondern lediglich bestimmte musikalische Entfaltungsimpulse zulassen. Der spirituelle Hintergrund für das Musikstück Zwölftonspiel liegt im Nachspüren der „kosmischen Gesetze“, die in ihm zur Geltung kommen können. Das Schreiben oder Spielen eines Zwölftonspiels wird somit idealerweise zu einer eminent meditativen, ja geradezu theurgischen Praxis.
Das Zwölftonspiel wurde ohne jeden Einfluss seitens der Theosophie und Anthroposophie entwickelt. Allerdings haben Schüler Hauers, so etwa Arnold Keyserling, nachträglich Bezüge hergestellt und die geistige Nähe des Zwölftonspiels zu diesen Disziplinen hervorgehoben. Ähnlich frappierend ist die Nähe des Zwölftonspiels zur Idee des Glasperlenspiels von Hermann Hesse, so dass spekuliert wurde, ob nicht Hauer eine Vorlage für den Joculator Basiliensis in Hesses Roman hätte sein können.

## Historische Entwicklung
Im Zuge seiner stark von der Philosophie des Taoismus geprägten philosophischen Entwicklung ging Hauer im Lauf seiner zweiten Schaffensperiode (1919–1940) zunehmend dazu über, die kompositorische Gestaltung von Musik durch einen Komponisten grundsätzlich abzulehnen, da er den von ihm als überpersönlich und kosmisch empfundenen musikalischen Gesetzmäßigkeiten einen höheren Wert beimaß als dem gestalterischen Willen jedes Komponisten. Nur die völlige Ausschaltung des „Wollens“ könne die heiligen Gesetze der Musik, welche – ganz im Sinne der pythagoreischen Harmonik – ebenso die Gesetzmäßigkeiten hinter dem physikalischen Bau der Welt und der gesamten Weltordnung offenbaren, in aller Klarheit darstellen und für den Hörer erfahrbar machen. Diese radikale Ablehnung jedes nur geringsten Ansatzes zum Expressionismus trug neben der Indizierung von Hauers Musik als „entartet“ durch den Nationalsozialismus sehr zur künstlerischen Isolation Hauers bei.
Ab 1937 ging Hauer dazu über, seine philosophischen Ideen in Form von „Manifesten“ und „Kosmischen Testamenten“ in stark komprimierter Form niederzuschreiben. Bis heute sind diese teils nur schwer verständlichen Texte neben Schüleraufzeichnungen und weitgehend ungedruckten Briefen aus dem Nachlass die Hauptquelle für die Zwölftonspielphilosophie Hauers.
Das Zwölftonspiel versteht sich als wesentlich mehr denn als ein Musikstück, welches selbst nur ein äußeres Mittel darstellt. Vielmehr entspricht es einem universellen Weltanschauungssystem und einer mystisch-metareligiösen Praxis. Man hat daher zwischen einem Zwölftonspiel als Musikstück und einem Zwölftonspiel als universalistisches System der Weltanschauung zu unterscheiden. Hauer maß dem Zwölftonspiel eine derart große Bedeutung bei, dass in seinen Augen alle seine bisherigen Kompositionen dagegen bedeutungslos wurden:
„Ich lehne alle meine auf dem Weg zur Erkenntnis entstandenen modernen Musikanten-Ideen Kompositionen ab, weil ich nur die große, vollkommene, kosmische, ewig unveränderliche absolute Musik, die wirkliche Sphärenharmonie, das Heiligste, Geistigste, Wertvollste auf der Welt, die Herz und Verstand befriedigende Offenbarung der Weltordnung als Religion, die Ursprache, das unmittelbare, die Vernunft ansprechende, das Gemüt ergreifende Wort Gottes, die Kunst aller Künste, die Wissenschaft aller Wissenschaften, kurz gesagt, weil ich nur das Zwölftonspiel anerkenne.“
Im Gegensatz zur großen Bedeutung, die das Zwölftonspiel für Hauer hatte, steht die verhältnismäßige Gleichgültigkeit, mit der er seine Musikstücke Zwölftonspiel behandelte. Dementsprechend hat er sie anfangs nummeriert und später nur noch mit Datum versehen. Entgegen der verbreiteten Annahme, Hauer habe zwischen 1940 und 1959 mehrere tausend Zwölftonspiele geschrieben, sind nur rund 400 Zwölftonspiele erhalten. Nach Hauers Tod (1959) wurde das Zwölftonspiel von einigen Schülern weitergepflegt, etwa von Johannes Schwieger oder Nikolaus Fheodoroff. Vor allem aber bemühte sich Victor Sokolowski sein Leben lang, das Zwölftonspiel zwecks besserer Lehr- und Lernbarkeit verdienstvoll aufzuarbeiten. So errichtete er ein „Hauer-Studio“ und leitete von 1976 bis 1982 an der Musikhochschule Wien Lehrgänge zum Zwölftonspiel und zur Tropenlehre. Nach Sokolowskis Tod übernahm dessen Schüler Robert Michael Weiss die Leitung des „Hauer-Studios“.

## Regeln
„Zwölftonmusik ist ein harmloses Spiel mit den zwölf temperierten Tönen der chromatischen Skala. Es gibt dabei auch „Spielregeln“. Sie richten sich nach der Sache selbst. Wenn nämlich die zwölf Töne nacheinander erklingen, in irgendeiner Reihenfolge, jeder gleich lang und gleich stark, so ergeben sie einen melodisch und harmonisch fest in sich geschlossenen Kreis. […] Diese Musik musiziert sich ganz aus sich selbst heraus, ohne besonderes oder gewaltsames Hinzutun des „Komponisten“. Der Vorgang ist folgender: Zuerst werden die zwölf Töne der Reihen in Harmonie gebracht (am besten vierstimmig), und dann erst entfalten sich daraus die Melodien mit ihren mannigfaltigen Rhythmen und polyphonen Gegenüberstellungen.“

Beispiel: Schematische Harmonisierung einer Zwölftonreihe

Die Konstruktionsregeln für ein Musikstück Zwölftonspiel sind derart streng, dass, ausgehend von einer Zwölftonreihe, es nur bestimmte „Lösungsmöglichkeiten“ gibt. Der nach einem strengen Procedere zu einem „harmonischen Band“ erweiterten Reihe werden nur leichte Entfaltungs- und Bewegungsimpulse gegeben, nach denen sich das Musikstück quasi automatisch entwickelt. Dementsprechend spricht Hauer in diesem Kontext folgerichtig nicht mehr von „komponieren“, sondern von „spielen“ und „zusammenstellen“.
Das im Grunde genommen recht einfache Konstruktionsschema im Zwölftonspiel geht von einer beliebigen Zwölftonreihe aus, die nach einem schematischen Verfahren ([3-3-3-3]) vierstimmig harmonisiert wird (siehe Beispiel). Die melodische Hauptlinie entsteht sodann durch ein gleichförmiges Ansteuern der Reihentöne nur über die einzelnen Akkordtöne und bei konstanten Zeitwerten für jeden Reihenakkord: Im Beispiel zur Melodielinie ist jedem Akkord ein halber Takt zugeordnet. Während dieser Zeit schreitet die Melodielinie in gleichmäßigen Notenwerten (Halbe, Viertel, Vierteltriolen oder Achtel) in jene Stimmlage, in welcher der nächste Reihenton steht. Dabei erklingen nur die im jeweils gegenwärtigen Akkord vorhandenen Töne.

Beispiel: Erstellen einer Melodielinie

Zu dieser Melodielinie kann nun etwa eine homophone Begleitung durch das gleichmäßige Spielen der Akkorde hinzutreten, oder es können polyphone Linien erzeugt werden, die sich an der Gestalt dieser ersten Melodie orientieren: beispielsweise durch die Umkehrung der Bewegungsrichtung oder durch ein „Ausfüllen“ des musikalischen Geschehens mit jenen Akkordtönen, welche die Hauptlinie bislang ausgelassen hat. Die Spielregeln sind grundsätzlich variierbar, doch bleibt das Gebot des Automatismus und der Ableitung des musikalischen Verlaufs aus dem bereits Vorhandenen, das selbst wiederum von der Reihengestalt abgeleitet ist, im Prinzip unumstürzlich.
Eine Vergrößerung des vorhandenen Materials kann dadurch erzielt werden, dass in Folge beispielsweise die jeweils untersten Töne der zwölf Akkorde nach oben oktaviert werden. Dadurch verändert sich auch die Melodiegestalt. Nach einer zweimaligen erneuten Oktavierung der untersten Töne wäre es andererseits etwa denkbar, die Akkordfolge umzudrehen. Der Akkordkrebs (auch: „Wendetonreihe“) resultiert seinerseits melodisch nicht in einer Krebsführung, sondern in einer gänzlich anderen Melodiegestalt. Sodann könnte man wiederum eine dreimalige Oktavierung vornehmen, diesmal vielleicht von oben nach unten. Schließlich könnte man das Stück im Anfangsklang, den von Hauer als stabil empfundenen großen Durseptakkord, ausklingen lassen.

## Originalzitate
„Zwölftonmusik ist keine Kunst im klassischen, romantischen oder modernen Sinn, sondern ein kosmisches Spiel mit den zwölf temperierten Halbtönen.“

„Der Weltenbaumeister hat von Ewigkeit her die absolute Musik ein für allemal komponiert, vollkommen vollendet. Wir Menschenkinder bemühen uns im Laufe eines Kulturäons, diese göttliche Sprache zu erlernen. Das Zwölftonspiel regelt die physiologischen Voraussetzungen der reinen Intuition, die es allein ermöglicht, die ewige unveränderliche absolute Musik als Offenbarung der Weltordnung zu vernehmen. Die absolute, die kosmische Musik gestattet den tiefsten Einblick in das Weltgeschehen. Die Töne mit ihren Obertönen sind Sonnen mit ihren Planeten. Die Sonnensysteme ‚temperieren‘ einander, ihre Spannungen ordnen sich mit zwingender Notwendigkeit zur Sphärenharmonie. Die Sprache des Weltschöpfers ist die Kunst der Künste, die Wissenschaft der Wissenschaften, das Heiligste, Geistigste, Wertvollste auf der Welt, die Musik, die aber wohl zu unterscheiden ist von den bloßen Musikantenideen der Tonmalerei und symphonischen Dichtung.“

„Das ‚Vernehmen‘ der Musik ist wirkliche ‚Vernunft‘, ein ‚Hören‘ der ewigen Gesetze, Gebote, ein ‚Horchen‘ auf den ethischen Sinn, wie er in dem uralten chinesischen Weisheitsbuch der Wandlungen, I Ging, in den Kreislauf des praktischen, dramatischen Lebens hinein gedeutet ist. […] Das Musikalisch-Symbolische, das rein Intuitive muss den höchsten Rang einnehmen im geistigen Leben des Menschen, weil es mit der Wahrheit und Wirklichkeit, mit den ‚geistigen Realitäten‘, mit der ‚Totalität‘ in engster Fühlung lebt, zum Erkennen des Notwendigen, zur Beherrschung der Möglichkeiten führt, zur allseitigen Weltanschauung und Lebenserfassung, während das Begrifflich-Wortsprachliche, das Ideologische einseitige Ideen, Ideale konzipiert, die mit der Wirklichkeit des Weltgeschehens notwendigerweise divergieren müssen, und daher nur zu leicht ‚tendenziös‘ in Geschwätz, Lüge, Heuchelei ausartet. Die Musik kann nicht lügen, nicht heucheln und wird die Menschen von der aufgenötigten ‚Autorität des Wortes‘ erlösen.“

„Um das Volk auf den rechten Weg zu bringen, ist die unveränderliche Musik das Wichtigste. Die Wurzel zu erforschen und das Veränderliche zu erkennen, ist die Aufgabe der Musik. […] Zwölftonreihen sind Samenkörner, aus denen die ganz genau bestimmte, von der großen Natur vorgezeichnete Sphärenmusik erwächst.“